# Cercu, Iași
Cercu este un sat în comuna Bârnova din județul Iași, Moldova, România.